# Еммабуда (комуна)
Комуна Еммабуда (швед. Emmaboda kommun) — адміністративно-територіальна одиниця місцевого самоврядування, що розташована в лені Кальмар у південно-східній Швеції.
Еммабуда 147-а за величиною території комуна Швеції. Адміністративний центр комуни — місто Еммабуда.

## Населення
Населення становить 9 002 чоловік (станом на вересень 2012 року). 
| Кількість населення комуни Еммабуда за 1970-2010 роки | Кількість населення комуни Еммабуда за 1970-2010 роки | Кількість населення комуни Еммабуда за 1970-2010 роки | Кількість населення комуни Еммабуда за 1970-2010 роки | Кількість населення комуни Еммабуда за 1970-2010 роки |
| ----------------------------------------------------- | ----------------------------------------------------- | ----------------------------------------------------- | ----------------------------------------------------- | ----------------------------------------------------- |
| Рік                                                   |                                                       |                                                       | Населення                                             |                                                       |
| 1970                                                  | 1970                                                  |                                                       | 11 787                                                | 11 787                                                |
| 1975                                                  | 1975                                                  |                                                       | 11 699                                                | 11 699                                                |
| 1980                                                  | 1980                                                  |                                                       | 11 324                                                | 11 324                                                |
| 1985                                                  | 1985                                                  |                                                       | 10 854                                                | 10 854                                                |
| 1990                                                  | 1990                                                  |                                                       | 10 689                                                | 10 689                                                |
| 1995                                                  | 1995                                                  |                                                       | 10 358                                                | 10 358                                                |
| 2000                                                  | 2000                                                  |                                                       | 9 772                                                 | 9 772                                                 |
| 2005                                                  | 2005                                                  |                                                       | 9 543                                                 | 9 543                                                 |
| 2010                                                  | 2010                                                  |                                                       | 9 187                                                 | 9 187                                                 |
| Джерело: SCB                                          |                                                       |                                                       |                                                       |                                                       |

## Населені пункти
Комуні підпорядковано 6 міських поселень (tätort) та сільські, найбільші з яких:
- Еммабуда (Emmaboda)
- Віссеф'єрда (Vissefjärda)
- Югансфорс (Johansfors)
- Лонгаше (Långasjö)
- Еріксмоля (Eriksmåla)

## Галерея

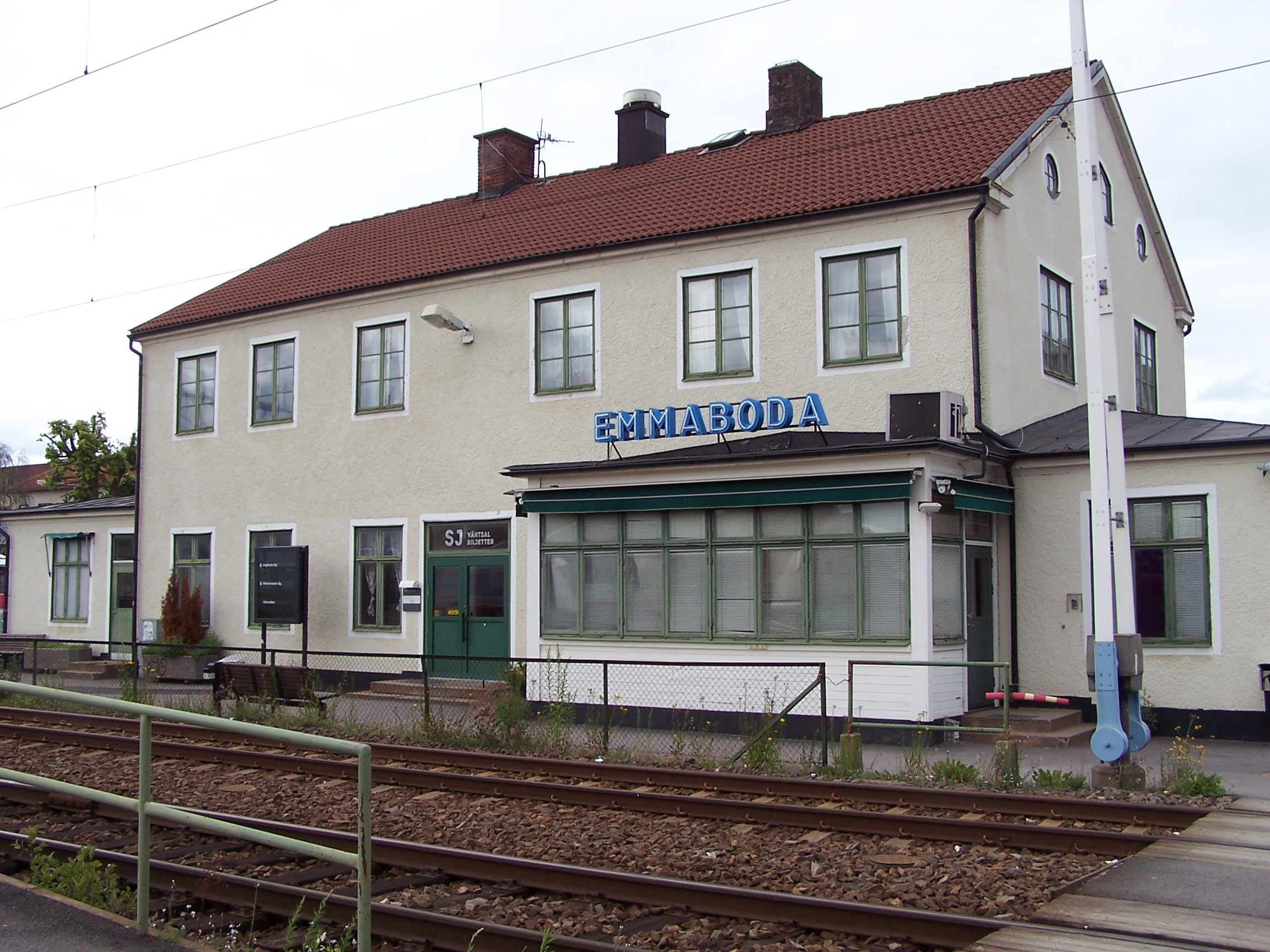
Залізнична станція Еммабуда
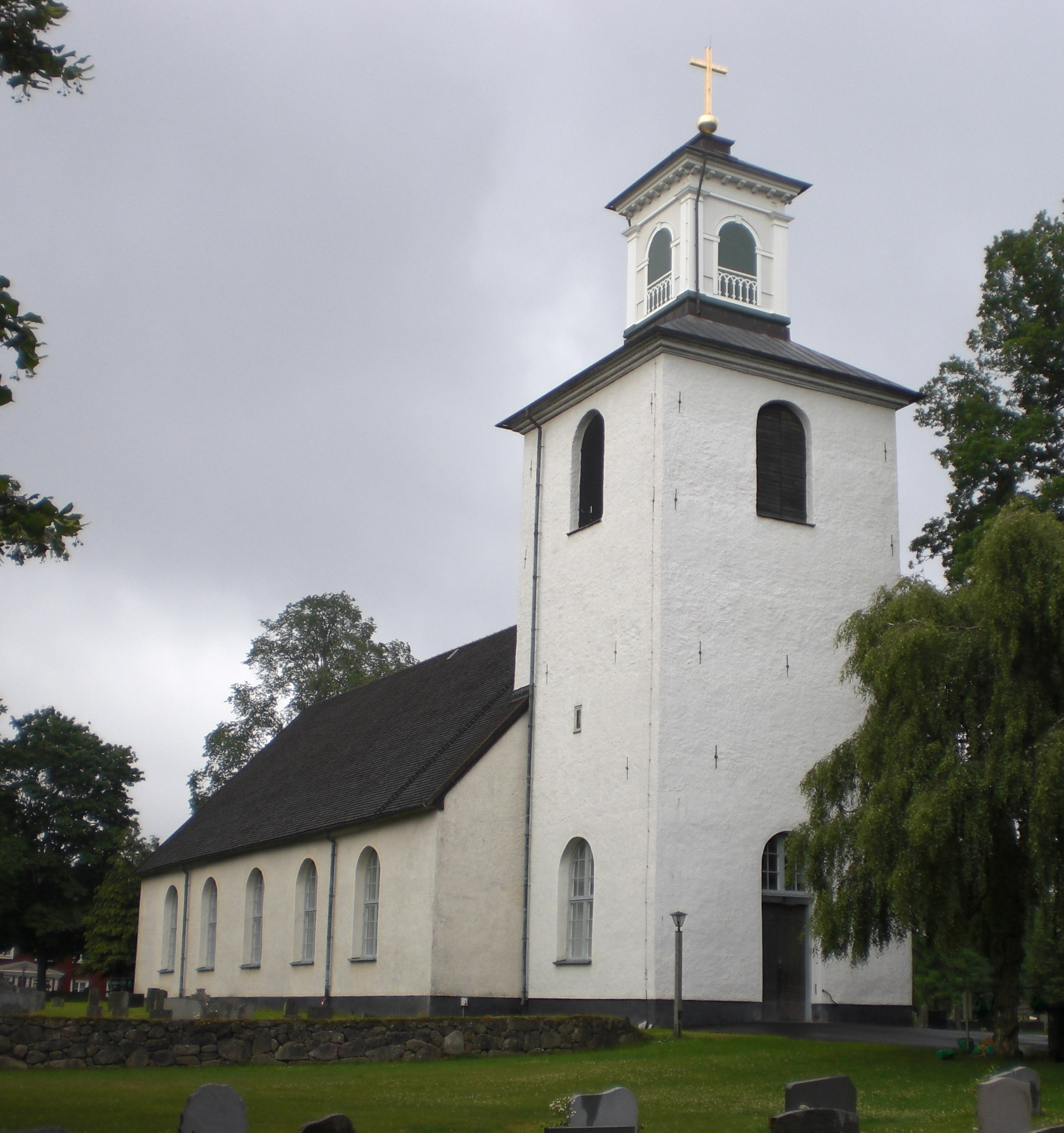
Церква (Лонгаше)
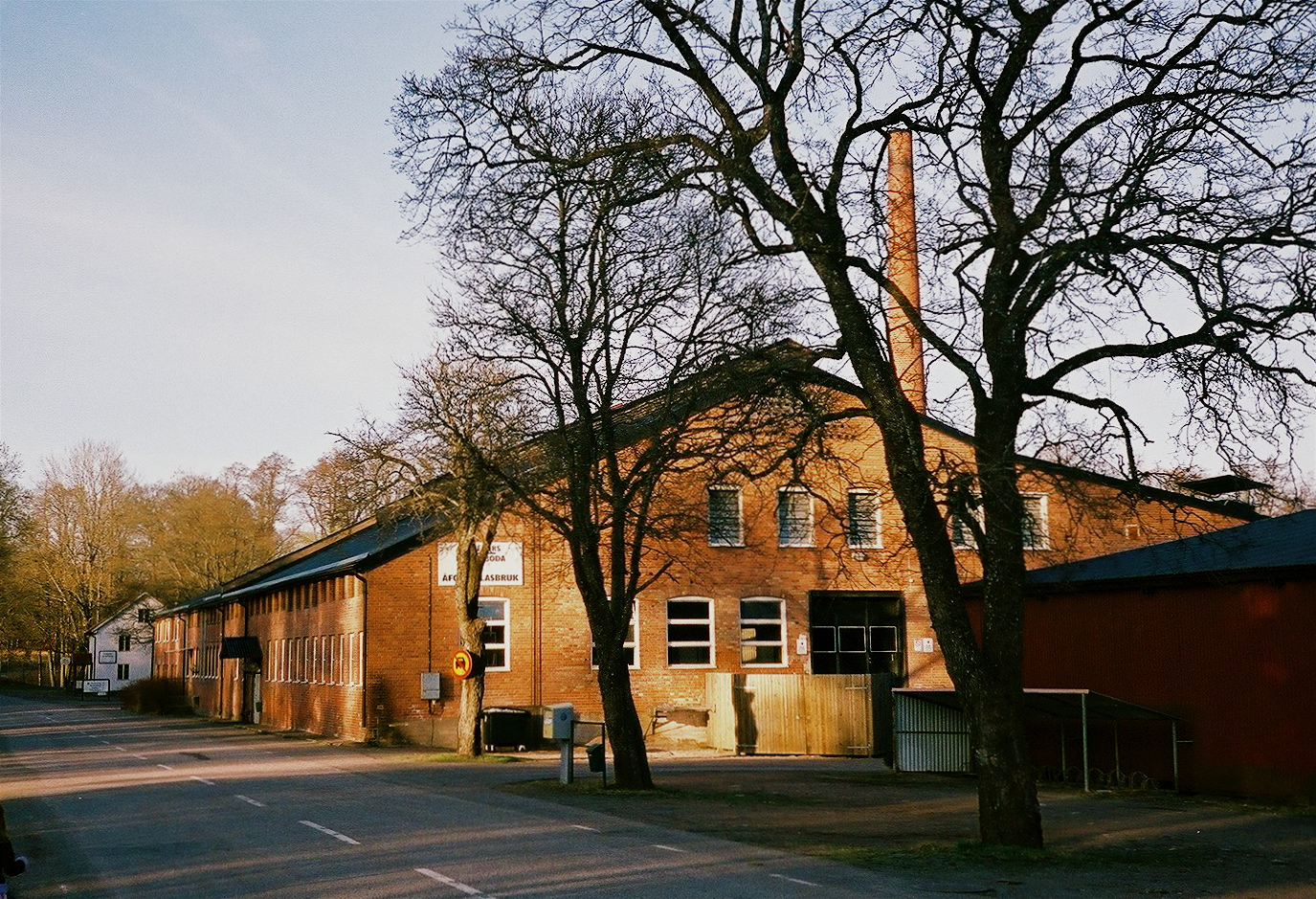
Склозавод у Офорсі
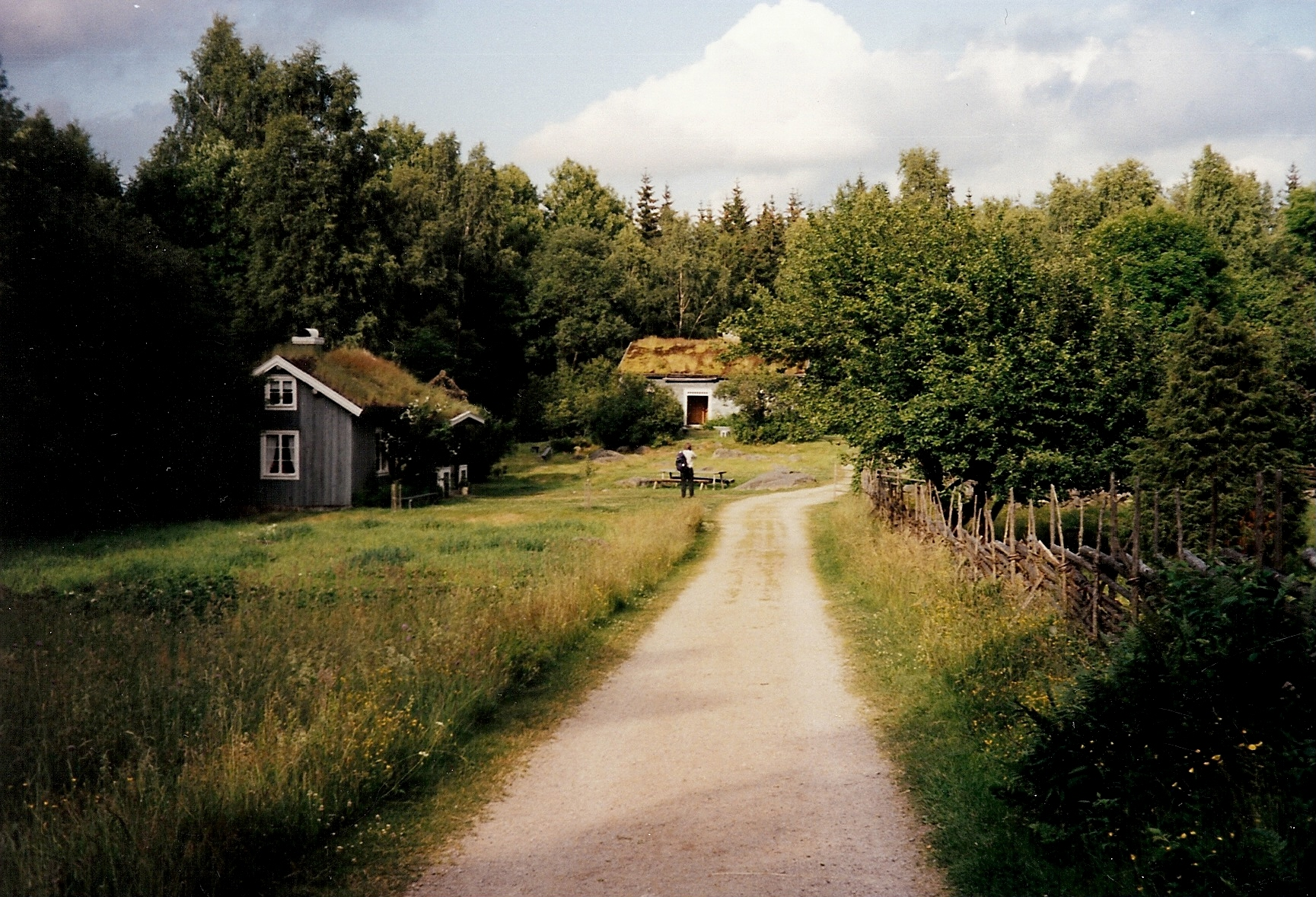
Краєвиди Смоланду

## Виноски
1. ↑  Andersson P. Sveriges kommunindelning 1863-1993 — Mjölby: Draking, 1993. — 132 с. — ISBN 978-91-87784-05-7
2. ↑  Folkmangd i riket, lan och kommuner (шв.) . Центральне бюро статистики Швеції. Архів оригіналу за 20 серпня 2013. Процитовано 30 січня 2013.